# Hongarès
L'hongarès o hongarés (magyar nyelv; ( ˈmɒɟɒr̪ ɲɛlv (?·pàg.)) és una llengua úgrica parlada per més de 14 milions de persones arreu del món. La majoria es concentren a Hongria (més de 10 milions), a Transsilvània (actualment a Romania) més d'1,3 milions, a Voivodina (Sèrbia) al voltant del mig milió, a Eslovàquia més de mig milió, a la Transcarpàcia ucraïnesa gairebé 200.000 persones. La resta es troba en la diàspora, principalment a Israel i als Estats Units.

## Classificació

### Classificació genètica
L'hongarès forma part de la subfamília úgrica, que també inclou llengües com l'ostiac i el vogul, parlades a la Federació Russa. Aquest grup forma part de la família uraliana, que també inclou el finès i l'estonià, entre d'altres. Al voltant de l'any 1000 s'escriu amb alfabet llatí, tot i que, fins al segle xvi, no era estrany l'ús de rovás o runes. Els escrits en hongarès són rars fins a la reforma protestant, ja que els documents del catòlic Regne d'Hongria solien fer-se en llatí.

### Tipologia
L'hongarès és una llengua aglutinant, és a dir, que mentre que la paraula arrel roman immutable (generalment), s'hi afegeixen sufixos i prefixos que especifiquen temps, persona, determinació, i règim (quins objectes pren el verb) dels verbs, (ex.: Beszélni, 'parlar', beszélek, 'parlo') o bé nombre i cas gramatical de substantius (ex.: Katalónia, 'Catalunya'; Katalóniában, 'a Catalunya'; Katalóniából, 'des de Catalunya').

### Història
La llengua hongaresa prové de la zona dels Urals, des d'on les tribus magiars varen emigrar i dur la seva parla a l'àrea d'Europa central que avui en dia es coneix com a Hongria. Des de llavors, aquest idioma ha anat evolucionant en diverses etapes:
- Protohongarès - fins a 1000 aC
- Hongarès arcaic - 1000 aC fins a 896 dC
- Hongarès antic o medieval - 896 fins al segle xvi.
- Hongarès mitjà - s. XVI fins a acaballes del segle xviii
- Hongarès modern - des de finals del segle xviii fins a l'actualitat.

El document més antic escrit en hongarès de què es té constància és el Sermó de funeral i oració, que data del segle xii. Avui en dia, des del 2004, a més de ser llengua oficial al seu país d'origen, també es reconeix com a llengua oficial de la Unió Europea.

### Distribució geogràfica actual
Tant per raons històriques (ja que l'Hongria "històrica" no es correspon del tot amb el territori que ocupa l'estat actual) com per motius d'immigració durant el darrer segle, no es limita la seva parla a Hongria:
| País                                       | Parlants                         |
| ------------------------------------------ | -------------------------------- |
| Hongria                                    | 9.500.000-10.000.000 (cens 2001) |
| Romania (principalment a Transsilvània)    | 1.443.970 (cens 2002)            |
| Eslovàquia                                 | 520,528 (cens 2001)              |
| Sèrbia (principalment a Voivodina)         | 293.299 (cens 2002)              |
| Ucraïna (principalment a la Transcarpàcia) | 149.400 (cens 2001)              |
| Estats Units                               | 117.973                          |
| Canadà                                     | 75.555 (cens 2001)               |
| Israel                                     | 70.000                           |
| Àustria (principalment a Burgenland)       | 22.000                           |
| Croàcia                                    | 16.500                           |
| Eslovènia                                  | 9.240                            |
|                                            |                                  |
| Suma total                                 | 12.000.000-13.000.000            |

Fonts: Censos nacionals, Ethnologue

## Fonètica i escriptura

### Alfabet
Originàriament, aquesta llengua feia servir un sistema d'escriptura rúnica (rovásírás, székely rovásírás o senzillament rovás), però sant Esteve, el primer monarca del Regne d'Hongria, va iniciar una reforma per adoptar l'alfabet llatí paral·lela a la conversió al cristianisme que va dur a terme el país. Avui en dia es fa servir una variant d'aquest alfabet amb algunes lletres afegides, com ara ő i ű, que són exclusives d'aquesta llengua.
Aquestes són les 44 lletres de l'alfabet complet:
| A  | Á  | B | C | Cs | D | Dz  | Dzs | E   | É  | F  |
| G  | Gy | H | I | Í  | J | K   | L   | Ly  | M  | N  |
| Ny | O  | Ó | Ö | Ő  | P | (Q) | R   | S   | Sz | T  |
| Ty | U  | Ú | Ü | Ű  | V | (W) | (X) | (Y) | Z  | Zs |

#### Vocals

Taula de sons vocàlics

L'hongarès actual atorga valor fonètic a la quantitat de les vocals, és a dir, que diferencia entre vocals curtes i llargues. La llengua moderna estàndard té 7 vocals curtes (aeiöüou) i 7 vocals llargues (áéíőűóú), cadascuna de les quals té una lletra adscrita en l'alfabet. En qualsevol cas, les vocals llargues estan marcades amb un accent agut (´), o en el cas de les vocals ö i ü, un accent agut doble.
- La vocal a representa el so [ɒ] (com la o a hot en anglès britànic)
- La vocal á representa el so [a:] (una variant llarga de la a de pa en català)
- La vocal e representa el so [ɛ] (com la e oberta en català)
- La vocal é representa el so [e:] (una versió llarga de la e tancada en català)
- La vocal i representa el so [i], i í tan sols n'és una variant més llarga [i:].
- La vocal o representa el so [o] (o tancada) i ó tan sols n'és una variant més llarga [o:].
- La vocal ö representa el so [ø] (com la ö alemanya).
- La vocal u representa el so [u], i ú tan sols n'és una variant més llarga [u:].
- La vocal ü representa el so [y] (com la ü alemanya).
- Les característiques lletres hongareses ő i ű (o i u amb doble accent agut) representen les vocals llargues corresponents a ö [ø:] i ü [y:], respectivament.

#### Consonants
Els sons consonàntics de l'hongarès, com les vocals, també poden ser curts o llargs (geminació). Les consonants llargues en l'escriptura es representen doblant la consonant, o bé la primera consonant dels dígrafs que representen un so simple (per exemple, ssz és la variant llarga de sz, o nny la de ny).
Sonen aproximadament com en català: b, d, f, k, m, n, p, l, t, v (labiodental, pronunciada /v/).
- c [ts̻] sona com ts en català.
- cs [tʃ] sona com tx en català.
- dz [dz̻] sona com tz en català.
- dzs [dʒ] sona com tj en català.
- g [g] sempre oclusiva velar com en alemany, o com a gat en català.
- gy [ɟ] una oclusiva palatal sonora, semblant al so inicial de la paraula anglesa duke.
- h [h] sona com h en anglès.
- j [j] sona com i consonàntica en català, com en iogurt.
- lj [jː] una versió geminada del so anterior (és una excepció a la norma ortogràfica per representar la geminació).
- ly [j] actualment sona igual que l'anterior, i consonàntica, històricament representava el mateix so que ll en català.
- ny [ɲ] sona com ny en català.
- r [r̪] té la mateixa distribució que en català, inicial o doble sona forta, i sona suau senzilla entre vocals.
- s [ʃ] sona com xeix en català, com sh anglès, com sch en alemany.
- sz [s̻] sona com ss en català.
- ty [c] una oclusiva palatal sorda, semblant al so inicial de la paraula anglesa tuesday.
- z [z̻] sona com z en català.
- zs [ʒ] sona com j en català o en francès, no pas com tj en català o j en anglès.

#### Al·lòfons
Els principals al·lòfons de les consonants hongareses són:
- /n/ esdevé [ŋ] quan es troba abans d'una velar, exactament com en català (ex. hang [hɒŋg], 'veu').
- /j/ esdevé [ç] quan es troba abans de /p/, /t/ o /k/ a final de paraula, el qual passa en les formes verbals de l'imperatiu (ex. kapj! [kɒpç], 'agafar, rebre').
- a vegades /h/ esdevé [ɦ] quan es troba entre vocals (tehát [ˈtɛɦaːt], 'aleshores, doncs, en conseqüència').
- /h/ a vegades desapareix en posició final (Cseh [ʧɛ], 'txec').
- /h/ en altres ocasions esdevé [x] quan es troba a final de paraula (ihlet [ˈixlɛt], 'inspiració').
- /h/ esdevé [xː] quan és una geminació (méhhel [ˈmeːxɛl], 'amb una abella').

#### Accent
La síl·laba tònica és sempre la primera. Les paraules llargues o compostes solen tenir altres accents secundaris en altres síl·labes.
- különös [ˈkylønøʃ] - 'estrany'
- zeneszerző [ˈzɛnɛsɛɾzøː] - 'compositor'

## Harmonia vocàlica
Les vocals poden ser anteriors (eéiíöőüű) o posteriors (aáoóuú). La fonologia hongaresa segueix regles d'harmonia vocàlica, que fan variar la vocal de determinats sufixos segons el tipus de vocals de la paraula arrel. Les paraules patrimonials hongareses solen incloure només vocals d'un dels dos tipus, o bé només vocals anteriors, o bé només vocals posteriors.
La regla bàsica és que les paraules amb vocals anteriors (ieüö) prenen sufixos amb vocals anteriors (per exemple, kézben 'a la mà'). Mentre que les paraules amb vocals posteriors (uoa) prenen sufixos amb vocals posteriors (per exemple, karban 'al braç'). Per altra banda, hi ha vocals considerades neutres (ei) que també poden aparèixer en una mateixa arrel amb vocals posteriors (per exemple, répa 'pastanaga', kocsi 'cotxe'). Les paraules que contenen alhora vocals neutres i vocals posteriors solen prendre sufixos amb vocals posteriors (per exemple, répaban 'en una pastanaga', kocsiban 'en un cotxe').
Molts sufixos gramaticals tenen dues formes diferents, o bé amb vocal posterior o bé amb vocal anterior (per exemple, -ban/-ben), però alguns sufixos encara tenen una forma més per a les vocals arrodonides (öü) (per exemple, hoz/-hez/-höz).
- Vocals posteriors: a, á, o, ó, u, ú
- Vocals anteriors no arrodonides: e, é, i, í
- Vocals anteriors arrodonides: ö, ő, ü, ű

Com podem veure, les vocals anteriors no arrodonides són les de caràcter neutre:
- (Vocals neutres: e, é, i, í)

Vegem com s'apliquen aquestes normes en mots reals, exemplificant-ho amb les normes de formació del plural:
| arrel   | significat   | descripció de tipus                                  | plural    |
| ------- | ------------ | ---------------------------------------------------- | --------- |
| asztal  | taula        | només vocals posteriors                              | asztalok  |
| gyerek  | nen          | només vocals neutres (darrera vocal no arrodonida)   | gyerekek  |
| füzet   | llibreta     | només vocals anteriors (darrera vocal no arrodonida) | füzetek   |
| ismerős | conegut (n.) | només vocals anteriors (darrera vocal arrodonida)    | ismerősök |
| papír   | paper        | una vocal posterior i darrera vocal neutra)          | papírok   |

## Vocabulari

### Substrat i canvi fonètic
La major part del seu substrat lingüístic prové del vocabulari comú de la família a la qual pertany, amb una sèrie de canvis produïts al cap del temps pel seu aïllament de la resta de llengües uralianes.
- El so [f] de l'hongarès correspon al [p] del finès i l'estonià:

| Hongarès | Finès  | Estonià | significat |
| -------- | ------ | ------- | ---------- |
| fa       | puu    | puu     | arbre      |
| fél      | pelätä | pelgama | témer      |
| fészek   | pesä   | pesa    | niu        |

- El so hongarès [k] correspon a la [k] de l'estonià i el finès abans de vocals frontals:

| Hongarès | Finès  | Estonià    | significat |
| -------- | ------ | ---------- | ---------- |
| könny    | kyynel | küünistama | llàgrima   |
| kéz      | käsi   | käsi       | mà, braç   |
| kő       | kivi   | kivi       | pedra, roc |

- El so [h] hongarès correspon al [k] del finès i l'estonià abans de vocals posteriors (tal com el so [h] de les llengües germàniques es correspon al llatí [k], com en l'exemple Hund / canis)

| Hongarès | Finès | Estonià | significat |
| -------- | ----- | ------- | --- |
| hal      | kala  | kala    | peix |
| ház      | kota  | koda    | casa (hongarès), cabana (finès i estonià) - aquest exemple és particularment notori perquè la paraula hongaresa ház se sol prendre per un préstec de les llengües indoeuropees (Haus en alemany, per exemple) |
| húgy     | kusi  | kusi    | orina |

- La [t] hongaresa es correspon amb la [t] finesa i estoniana a començament de mot:

| Hongarès | Finès  | Estonià                   | significat |
| -------- | ------ | ------------------------- | ---------- |
| tél      | talvi  | talv                      | hivern     |
| tud      | tuntea | teadma, tundma            | saber      |
| tavasz   | touko  | teki (derivat de tekkima) | primavera  |

- A l'interior de les paraules (tot i que per la pèrdua de les vocals de final de paraula que va tenir lloc històricament en hongarès ara se situa a finals), la [z] hongaresa es correspon a la [t] finesa (que a vegades és [s]), i amb la [d] o [t] de l'estonià (que a vegades també esdevé [s], com en finès).

| Hongarès | Finès        | Estonià      | significat                  |
| -------- | ------------ | ------------ | --------------------------- |
| ház      | kota         | koda         | casa (Hong.), cabana (Fin.) |
| kéz      | käsi : käte- | käsi : käte- | mà, braç                    |
| fazék    | pata         | pada         | pot                         |

Aquests no són més que exemples d'una sèrie encara més gran de patrons fonètics: una altra correspondència és la [l] hongaresa, que equival a la [l] finesa i estoniana.

### Vocabulari provinent d'altres llengües
A més, l'hongarès conté un bon nombre de manlleus d'altres llengües veïnes:
- de l'iranià: tej ('llet'), vár ('castell')
- del turc (s. XVI - XVII): egyetem ('universitat'), papucs ('sabatilles'), mecset ('mesquita'), tenger ('mar')
- del llatí: iskola ('escola'), kollégium ('col·legi'), múzeum ('museu')
- de l'italià: cselló ('violoncel')
- de l'alemany: kastély ('residència'), sógor ('sogre')
- de les llengües eslaves: kapa ('aixada'), kasza ('falç').

### Neologismes
És una llengua també coneguda pel seu relativament gran nombre de neologismes emprats en lloc de paraules internacionals, com ara:
- számítógép - 'ordinador'. Szám - 'xifra', gép - 'màquina', 'motor'.

## Gramàtica

Teclat hongarès

L'hongarès és una llengua aglutinant. Malgrat que l'ordre normal de les oracions és subjecte-verb-objecte, es poden ordenar amb gran llibertat gràcies a la naturalesa de la seva estructura gramatical.
Els pronoms personals se solen obviar (elisió), ja que aquestes formes són implícites en els verbs. Es fan servir sufixos, adherits a l'arrel de les paraules, i postposicions per a expressar casos gramaticals, locació, possessió i totes les funcions que en les llengües indoeuropees duen a terme les preposicions. També existeixen els prefixos verbals.
Preneu per exemple:
- Sufixos: a virág - 'la flor', a virágom - 'la meva flor'; nyár - 'estiu', nyáron - 'a l'estiu'.
- Postposicions: baj - 'problema', baj nélkül - 'sense problema'; ház - 'casa', ház előtt - 'davant de casa'.

### Gènere i nombre
No es considera el gènere en cap aspecte gramatical de la llengua, i fins i tot els pronoms personals de la tercera personal del singular (ő) poden referir-se tant a persones del gènere masculí com del femení.
Pel que fa al nombre gramatical, existeixen el singular i plural. Dit de forma molt general, la marca de plural és sempre una derivació del sufix -k, sovint amb una vocal d'enllaç. Quan un substantiu porta més d'un sufix, aquesta marca de plural sempre anirà primera:
- város - 'ciutat'
- városok - 'ciutats'
- városokban - 'a les ciutats'

### Articles
Aquesta llengua té un article definit, i un d'indefinit. L'article definit, a, s'escriu az si la paraula a la qual es refereix comença per vocal, per raons fonètiques. Serveix tant per a plural com per a singular:
- a szoba - 'l'habitació'.
- a szobák - 'les habitacions'.
- az író - 'l'escriptor'.
- az írók - 'els escriptors'.

L'indefinit egy roman sempre invariable.
- egy szoba - 'una habitació'.
- egy író - 'un escriptor'.

### Sufixació

#### Declinació
La major part de la informació gramatical es transmet a partir de sufixos, la majoria dels quals són subjectes a harmonia vocàlica. Aquest procés és anàleg a la declinació que es troba en altres llengües, però no es tracta d'exactament el mateix, ja que el concepte de declinació implica un canvi en el mot. Tot i això, l'aplicació de sufixos a paraules sovint comporta petits canvis fonètics, especialment en acusatiu.
Aquesta és la taula de casos gramaticals emprats avui en dia en l'hongarès:
| Forma                            | Nom                  | Significat aproximat                   |
| -------------------------------- | -------------------- | -------------------------------------- |
| --                               | nominatiu            | subjecte, atribut                      |
| -t/-ot/-et/-öt                   | acusatiu             | objecte directe                        |
| -ban/-ben                        | inessiu              | 'a (dins)'                             |
| -ba/-be                          | il·latiu             | 'cap a (dins)'                         |
| -bol/-ből                        | elatiu               | 'de', 'fora de', 'des de'              |
| -n/-on/-en/-ön                   | supressiu            | 'a (sobre)'                            |
| -rol/-ről                        | delatiu              | 'de', 'des de', 'sobre' (anglès about) |
| -ra/-re                          | sublatiu             | 'cap a (sobre)'                        |
| -nál/nél                         | adessiu              | 'en (la proximitat de)'                |
| -tol/-től                        | ablatiu              | 'de', 'des de'                         |
| -hoz/-hez/-hőz                   | al·latiu             | 'cap a'                                |
| -ig                              | terminatiu           | 'fins (a)'                             |
| -nak/-nek                        | datiu                | objecte indirecte                      |
| -ként                            | formal               | 'com'                                  |
| -val/-vel                        | instrumental         | 'amb'                                  |
| -vá/-vé                          | translatiu           | '(convertir-se) en...'                 |
| -ért                             | causatiu             | 'per'                                  |
| -stul/-stül/-ostul/-estül/-östül | sociatiu             | 'juntament amb'                        |
| -kor                             | temporal             | 'a' (en termes de temps)               |
| -nta/-nte/-onta/-ente/-önte      | distributiu-temporal | 'repetidament', 'cada...'              |

### Possessió
La possessió en hongarès es pot marcar mitjançant sufixos, o bé fent servir pronoms possessius. Els primers, com la resta de sufixos que existeixen en aquesta llengua, estan subjectes a l'harmonia vocàlica.
El possessiu, a més, com veurem a la part següent, és així mateix important per a comprendre la funció de genitiu.

#### Sufixos possessius singulars
És a dir, es refereixen a una sola cosa posseïda:

##### Paradigmes
| Sg. català | Sg. hongarès | Pl. català   | Pl. hongarès     |
| ---------- | ------------ | ------------ | ---------------- |
| el meu     | -m           | el nostre    | -nk              |
| el teu     | -d           | el vostre    | -tok, -tek, -tök |
| el seu     | -ja, -je     | el seu, llur | -juk, jük        |

Exemple
| Sg. català | Sg. hongarès | Pl. català       | Pl. hongarès |
| ---------- | ------------ | ---------------- | ------------ |
| el meu gat | macskám      | el nostre gat    | macskánk     |
| el teu gat | macskád      | el vostre gat    | macskátok    |
| el seu gat | macskája     | el seu, llur gat | macskájuk    |

#### Sufixos possessius plurals
És a dir, es refereixen a un nombre plural d'objectes posseïts.

##### Paradigmes
| Sg. català | Sg. hongarès | Pl. català      | Pl. hongarès |
| ---------- | ------------ | --------------- | ------------ |
| els meus   | -im          | els nostres     | -ink         |
| els teus   | -id          | els vostres     | -itok, -itek |
| els seus   | -i           | els seus, llurs | -ik          |

Exemple
| Sg. català    | Sg. hongarès | Pl. català           | Pl. hongarès |
| ------------- | ------------ | -------------------- | ------------ |
| els meus gats | macskáim     | els nostres gats     | macskáink    |
| els teus gats | macskáid     | els vostres gats     | macskáitok   |
| els seus gats | macskái      | els seus, llurs gats | macskáik     |

#### Pronoms possessius (independents)
Es tracta de paraules que tenen un lloc independent en la frase i que pertanyen a la categoria dels pronoms, i que se solen fer servir en funció d'atribut. En català existeixen però només es diferencien per la seva manca d'article i la seva localització en la frase, com en l'exemple següent:
- El llapis és meu.

En hongarès, tal com passa en castellà (mío, tuyo, etc.) o en anglès (mine, yours...) aquests pronoms tenen formes pròpies. Vegeu el mateix exemple, traduït a l'hongarès:
- A ceruza az enyém.

(El verb ser, com és habitual, és elidit.)
Aquestes són les formes, que com podeu veure, inclouen l'article definit (a/az).
| Posseïdor      | Possessió singular | Possessió plural       |
| -------------- | ------------------ | ---------------------- |
| meu            | az enyém           | az enyéim / az enyémek |
| teu            | a tied             | a tieid                |
| seu, d'ell(a)  | az övé             | az övéi                |
| seu (de vostè) | az öné             | az önéi                |
| nostre         | a mienk / miénk    | a mieink               |
| vostre         | a tietek / tiétek  | a tieitek              |
| seu, d'ell(e)s | az övék            | az övéik               |
| seu, de vostès | az önöké           | az önökéi              |

### La funció de genitiu
El genitiu és un cas que (per exemple) en aquelles llengües indoeuropees, com ara el llatí o el rus, expressa la funció gramatical de complement del nom.
Prenent el mateix exemple d'aquestes dues llengües, una oració que en català seria el llibre de la noia:
- Llatí: liber puellae. En aquest cas, liber vol dir 'llibre', i puella, 'noia'. Puellae és aquest nom en cas genitiu.
- Rus: книга девушки (kniga devushki) Aquí, книга vol dir 'llibre', i девушка, 'noia'. Девушки n'és el genitiu.

En hongarès, en canvi, la lògica sembla funcionar totalment a la inversa:
- Hongarès: a lány könyve. Lány vol dir 'noia', però no trobem cap canvi en aquest substantiu. El nom que sí que ha canviat és könyv ('llibre'), que aquí es troba acompanyat del sufix possessiu de tercera persona del singular: könyve.

Així doncs, la relació morfosintàctica entre elements referits sempre es dona a la inversa que en les llengües indoeuropees, la qual cosa pot resultar molt confusa per als occidentals que vulguin aprendre aquest idioma.

### Verbs
Tot i que existeix una forma infinitiva, que té bàsicament els mateixos usos que en català, i que sempre acaba en -ni, la forma per la qual es coneixen els verbs és la "forma de diccionari":
- Voler: akar - forma de diccionari, akarni - infinitiu.
- Veure: lát - forma de diccionari, látni - infinitiu.

El verb ser, que és irregular, també és una excepció a aquesta norma:
Ser: lenni - forma de diccionari, lenni - infinitiu.
La conjugació verbal té una característica curiosa, i és que cada temps verbal té una conjugació determinada i una conjugació indeterminada. Així es conjugarà de manera diversa si l'objecte al qual ens referim és conegut o no: per exemple, olvasok egy könyvet ('llegeixo un llibre', indeterminada) i Olvasom a könyvet. ('llegeixo el llibre', determinada).
A més de les habituals formes de 1a, 2a i 3a persones del singular i del plural, en la conjugació determinada hi ha una forma que es refereix al subjecte de la primera persona del singular realitzant una acció en la segona persona del singular. S'especifica amb el sufix -lak/-lek:
- szeretlek 't'estimo'
- látlak 'et veig'

Les altres persones requereixen l'ús dels pronoms personals declinats en acusatiu (marcats en negreta). Compareu:
- ő szeret téged, 'ell/ella t'estima'
- ő lát téged, 'ell/ella et veu'
- segítünk titeket, 'us ajudem'

Hi ha sis temps verbals personals, cadascun dels quals té una conjugació determinada i una d'indeterminada:
- Present d'indicatiu
- Passat d'indicatiu
- Condicional present
- Condicional passat
- Subjuntiu
- Imperatiu (fa servir les mateixes formes que el subjuntiu, raó per la qual a vegades es parla d'un únic temps subjuntiu-imperatiu).

També hi ha una construcció de futur, però algunes de les funcions que solen ser específiques d'aquest temps verbal es resolen fent servir el present.

## Frases bàsiques

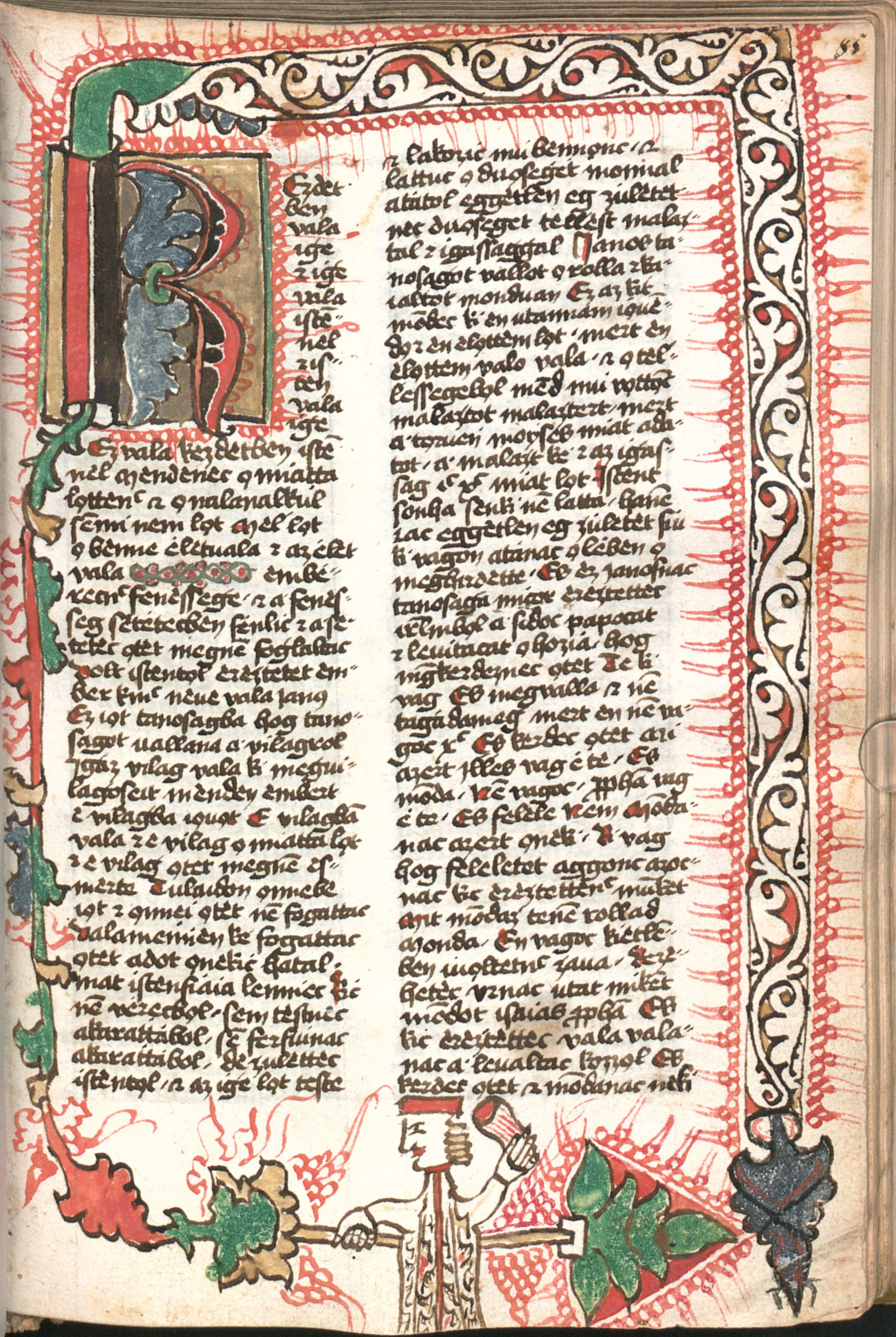
Bíblia hongaresa, 1466

- Szia / Szervusz – hola (a una persona)
- Sziasztok / Szervusztok – hola (a més d'una persona)
- Hogy vagy? – com va? (informal)
- Hogy van? – com està? (formal: referint-se a vostè)
- Hogy vagytok? – com esteu? (dirigit a diverses persones)
- Jól vagyok, köszönöm – bé, gràcies
- Jó reggelt – bon dia, bon matí
- Jó napot – bona tarda (literalment 'bon dia' - es fa servir a partir del migdia)
- Jó estét – bona nit
- Viszontlátásra – adéu (informal: viszlát)
- Igen – sí
- Nem – no
- Kérem – si us plau (lit. 'demano')
- Köszönöm – gràcies
- Köszönöm szépen – moltes gràcies (lit. 'gràcies bellament')
- Köszi – gràcies (col·loquial)
- Szívesen – de res, no es mereixen
- Bocsánat! – disculpa
- XX vagyok – sóc XX
- Hogy hívnak? – com et dius? (lit. 'com t'anomenen?')
- A nevem XX – em dic XX
- Örülök, hogy megismertelek – encantat (lit. 'm'alegro que et conec')
- Értem – comprenc, entenc
- Nem értem – No ho entenc
- Hol van...? – on és...?

## Exemples
- Himne nacional hongarès, compost per Ferenc Kölcsey

Isten, áldd meg a magyart:
Jó kedvvel, bőséggel,:
Nyújts feléje védő kart,:
Ha küzd ellenséggel.:
Balsors akit régen tép,:
Hozz rá víg eszténdőt,:
Megbűnhődte már e nép:
A multát s jövendőt!:
Beneeix l'hongarès, Senyor,

que l'abundància sia amb ell;

que trobi el teu braç protector 

quan s'enfronti a l'enemic;

que deixi enrere el seu advers destí,

i vegi el seu blat a la fi madur 

aquest poble que ja ha pagat 

pel seu passat i el seu futur.

- Començament del Nemzeti Dal, de Sándor Petöfi.

Talpra magyar, hí a haza...
Dempeus, hongaresos, la pàtria us crida!...
- Article 1 de la Declaració Universal dels Drets Humans:

Minden emberi lény szabadon születik és egyenlő méltósága és joga van. Az emberek, ésszel és lelkiismerettel bírván, egymással szemben testvéri szellemben kell hogy viseltessenek.